# Lonchegaster armata
Lonchegaster armata är en tvåvingeart som beskrevs av White 1914. Lonchegaster armata ingår i släktet Lonchegaster och familjen vapenflugor. Inga underarter finns listade i Catalogue of Life.